# Elisabeta Polihroniade
Elisabeta Polihroniade (* 24. April 1935 in Bukarest als Elisabeta Ionescu; † 23. Januar 2016) war eine rumänische Schachspielerin und -autorin. 1960 wurde sie Internationale Meisterin der Frauen (WIM). Seit 1982 trug sie den Titel eines Großmeisters der Frauen (WGM). Sieben Mal gewann sie den Titel der Landesmeisterin (1966, 1970 bis 1972 und 1975 bis 1977).

## Leben
Die Schachregeln lernte sie mit 9 Jahren. 1951 nahm sie erstmals an einem Turnier, der Stadtmeisterschaft von Bukarest, teil. 1955 gab sie anlässlich eines Länderkampfs Rumänien gegen Bulgarien ihr Debüt auf internationaler Ebene.
Mehrfach nahm sie an Qualifikationsturnieren für die Frauenweltmeisterschaft teil: Sie spielte in den Zonenturnieren von Sinaia 1960 (2. Platz), Warna 1966, Vrnjačka Banja 1970 (geteilter 1. Platz), Wijk aan Zee 1973 (geteilter 1. Platz), Karlovy Vary 1975, Zalaegerszeg 1979 und Bydgoszcz 1981 sowie den Interzonenturnieren in Ohrid 1971, Menorca 1973 und Rio de Janeiro 1979. Beim Kandidatenturnier 1961 in Vrnjačka Banja belegte sie mit 8 Punkten aus 16 Partien den 10. Platz.
Im Finale der von 1972 bis 1977 ausgetragenen 2. Fernschach-Weltmeisterschaft der Frauen kam sie mit 6,5 Punkten aus 12 Partien auf Platz 4.
Sie schrieb mehrere Schachbücher:
- Meciul secolului, Fischer-Spasski (1974, zusammen mit Constantin Ștefaniu, Das Jahrhundertmatch Fischer - Spasski)
- Olimpiadele în alb și negru (1976, Olympiade in Weiß und Schwarz)
- Campionii de șah ai lumii (1980, Schachweltmeister)
- Primii pași în șah (1982, zusammen mit Tiberiu Rădulescu, Erste Schritte im Schach)
- Șahul pentru toți (1984, Schach für alle)
- 64 premii de frumusețe în șah (1990, 64 Schönheitspreise im Schach)

Sie hatte einen Hochschulabschluss in Philosophie und war ausgebildete Hörfunk- und Fernsehjournalistin. Von 1976 bis 1989 präsentierte sie wöchentliche Schachsendungen im rumänischen Fernsehen. Außerdem war sie Herausgeberin der Schachzeitschrift Gambit. Seit 1986 war sie auch internationale Schachschiedsrichterin. 1998 wurde sie zum Ehrenmitglied des Weltschachbundes FIDE ernannt. Sie leitete unter anderem den Wettkampf zwischen Anatoli Karpow und Andrei Istrățescu in Bukarest 2005.
Sie wurde bei der FIDE als inaktiv geführt, da sie seit 1997 keine Elo-gewertete Partie mehr gespielt hatte.

## Nationalmannschaft

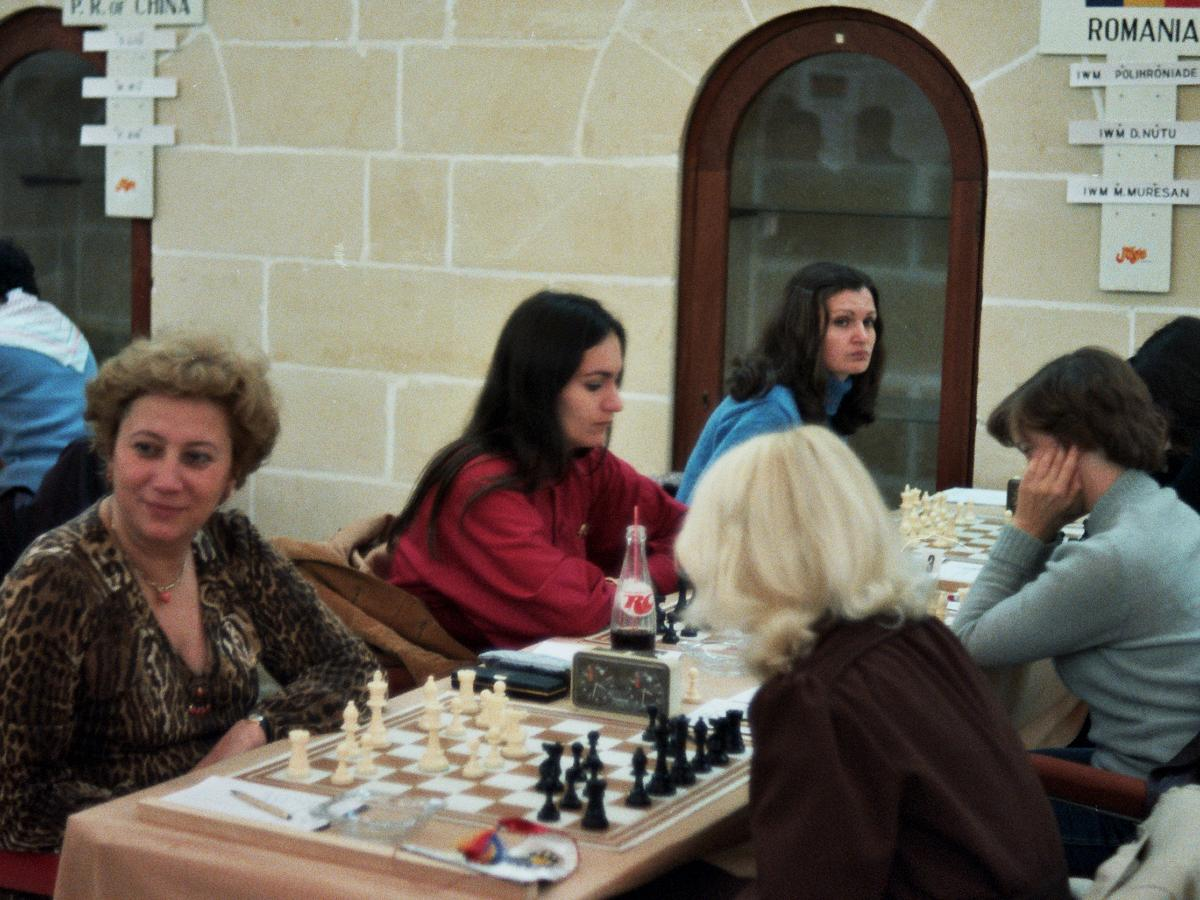
Bei der Schacholympiade 1980 spielt links das Team aus Rumänien mit Elisabeta Polihroniade, Daniela Nuțu und Margareta Mureșan gegen Polen.

Polihroniade nahm mit der rumänischen Frauenmannschaft von 1966 bis 1988 an allen zehn Schacholympiaden teil, an denen sich Rumänien beteiligte (die Schacholympiade 1976 wurde von den Staaten des Warschauer Pakts boykottiert). Mit der Mannschaft erreichte sie vier zweite (1966, 1972, 1974 und 1982) und zwei dritte (1984 und 1986) Plätze, in der Einzelwertung gewann sie 1966 am zweiten Brett und 1982 am Reservebrett und erreichte 1984 am zweiten Brett den zweiten Platz.